# Лопатинський Роман
Роман Лопатинський — український піаніст, лауреат десятків національних та міжнародних конкурсів.
Народився у 1993 році в Києві. З п'яти років почав навчання грі на фортепіано у КССМШ ім. Лисенка, (педагог Ірина Баринова). Свій перший конкурсний приз отримав у 8 років. У 2016 закінчив Національну музичну академію України ім. П.І. Чайковського (доцент Сергій Рябов). У 2009 році, у віці 16 років, як обдарований молодий піаніст, був зарахований до Accademia Internazionale di Imola «Incontri con il Maestro» Італія, (професор Борис Петрушанський).
Роман був стипендіатом таких фондів як «Приятелі дітей» (2005—2008), Благодійний фонд Швейцарії (2008), Благодійний фонд Влади Прокаєвої «Обдаровані діти - майбутнє України» (2009, 2010), Президентського фонду Л. Кучми «Україна». З 2017 року отримує грантову підтримку від VERE MUSIC FUND та бере участь у спеціальних проектах фонду. 
З сольними концертами та у якості соліста з оркестром виступав у таких престижних залах світу як Ginza Hall (Токіо), Steinway Hall (Нью-Йорк), Salle Cortot (Париж), Noosa Arts Theatre (Австралія), Teatro Filarmonico (Верона), Act City Hamamatsu Concert Hall (Японія). У жовтні 2017 року дебютував у Відні в залі Musikverein Gläserner saal, а вже в квітні 2019 відбувся дебют в Konzerthaus Schubert Säll.
Брав участь у знакових міжнародних фестивалях «MITO» (Турин, Мілан), «Newport Festival» (Нью-Порт, США), концерт - лекція в Sorbonne Université (Париж), «Лики современного пианизма» (Санкт-Петербург), «The next Generation Festival» (Бад-Рагац, Швейцарія), «The Festival Heidelberger Frühling» (Німеччина), «Animato» (Париж), «Гогольфест» (Київ), «LvivMozArt» (Львів), «Bouquet Kyiv Stage» (Київ).
Роман Лопатинський виступає з такими відомими диригентами, як Міхаель Зандерлінг, Франческо Омаззіні, Марко Боні, Такасекі Кен, Тао Фан, Теодор Кучар, Ніколя Кроз, Володимир Сіренко.
Гастролює з концертами в Італії, Швейцарії, Німеччині, Австрії, Франції, Польщі, Ліхтенштейні, Болгарії, Фінляндії, Данії, Іспанії, Північна Македонії, Литві, Австралії, США, Росії, Японії, Марокко, Ізраїлі. 
Виступає в складі камерних ансамблів Nota Bene Chamber Group та Лятошинський Тріо. 
У 2020 році Лятошинський тріо видали реліз камерної музики Бориса Лятошинського. До першого альбому ансамблю ввійшли фортепіанні тріо № 1 та № 2. Запис здійснювався на львівській студії Golka Records (звукорежисер - Дмитро Мучичка) у приміщенні Львівської національної філармонії імені Мирослава Скорика. Дебютний альбом «Лятошинський Тріо» із двома фортепіанними тріо українського класика є  музичною візитівкою гурту. Послухати записи можна на стримінґових музичних сервісах: Apple Music, YouTube Music та Spotify.

## Перемоги на конкурсах
- The16th Arthur Rubinstein International Piano Master Competition (Тель-Авів, Ізраїль), finalist prize, 2021
- International piano competition «A. Scriabin», (Гроссето, Італія) третя премія, 2020
- Міжнародний конкурс піаністів Compositores de España (Мадрид, Іспанія), друга премія, 2019
- Міжнародний конкурс піаністів «Russian Piano Music» (Сан-Ремо, Італія), перша премія, 2019
- Міжнародний конкурс Luciano Luciani [Архівовано 28 січня 2021 у Wayback Machine.] (Козенца, Італія), 2017
- Piano Open competition (Гановер, Німеччина), третя премія, 2016
- Міжнародний конкурс піаністів Хамамацу (Японія), друга премія, 2015
- Конкурс піаністів ім. Бузоні (Больцано, Італія), третя премія, приз аудиторії, 2015
- Міжнародний конкурс Gitta di Gorizia (Італія), друга премія, 2011
- Міжнародний конкурс молодих піаністів пам'яті В. Горовиця, перша премія, золота медаль і 6 спеціальних призів, 2010
- Міжнародний конкурс молодих піаністів у Тбілісі, гран-прі, золота медаль, спеціальний приз, 2009
- Шостий міжнародний конкурс молодих піаністів ім. Караманова
- Другий всеукраїнський конкурс камерних ансамблів ім. Падеревського
- Конкурс камерної музики пам'яті Ю. Полянського — 1 премія (Київ, 2006)
- Міжнародний конкурс «Срібній Дзвін» — Гран-прі, спеціальний приз (Ужгород, 2006)
- Міжнародний конкурс молодих піаністів пам'яті В. Горовиця (молодша група)
- 1 премія, Золота медаль і спец. приз (Грузія, 2005)
- Перший всеукраїнський конкурс камерних ансамблів ім. Падеревського
- Міжнародний конкурс камерних ансамблів ім. Гнесіних
- Шостий Міжнародний конкурс молодих піаністів пам'яті В. Горовиця, номінація ‘Концерт з оркестром’ — 2 премія (Київ, 2004)
- Відкритий конкурс камерної музики пам'яті Ю. Полянського — 1 премія (Київ, 2003)
- Відкритий Всеросійський конкурс камерних ансамблів ім. Мазура — 1 премія (Ворзель, 2003)
- Міжнародний конкурс молодих піаністів «На батьківщині Прокоф'єва», диплом (Донецьк, 2003)